# '68
'68 è una raccolta di brani registrati nel 1968 da Robert Wyatt negli Stati Uniti, dopo il tour americano dei Soft Machine. Uno dei brani è stato registrato con il contributo di Jimi Hendrix al basso. L'album è stato pubblicato nel 2013 dalla Cuneiform Records.

## Il disco
Durante il tour americano come gruppo spalla di The Jimi Hendrix Experience, i Soft Machine registrarono il loro album di esordio The Soft Machine. Alla fine del tour la band si sciolse temporaneamente e Wyatt restò in America dove compose alcuni brani, tra cui il primo abbozzo di Moon in June, suite che diverrà famosa nell'edizione del 1970 inserita in Third, il capolavoro dei Soft Machine. Fu registrata da Wyatt da solo, e completata in Inghilterra nel 1969 con il contributo degli altri due membri dei Soft Machine Hugh Hopper e Mike Ratledge. Nell'ottobre del 1968 registrò a Hollywood una versione di Slow Walkin' Talk, canzone scritta da Brian Hopper, in cui Wyatt canta e suona batteria e tastiere con Jimi Hendrix al basso.
La seconda suite presente nell'album, Rivmic Melodies, fu realizzata da Wyatt da solo. Sarà in seguito rielaborata e costituirà la base per i brani A Concise British Alphabet e Dada Was Here di Volume Two, il secondo album dei Soft pubblicato nel 1969. Il brano che apre l'album è Chelsa, una melodia psichedelica composta da Wyatt su testi di Daevid Allen, a sua volta realizzata da solo. Sarà modificata nel 1972 ed inserita con il titolo Signed Curtain nell'album di esordio dei Matching Mole, la band fondata da Wyatt dopo l'uscita dai Soft Machine.
I brani furono ritrovati dal giornalista Michael King, autore della biografia di Wyatt Wrong Movements pubblicata nel 1994, che ha contribuito a riesumare anche altri brani di Wyatt andati persi. King era anche un tecnico dell'audio ed ha contribuito a restaurare l'audio delle approssimative registrazioni originali. La traccia Slow Walkin' Talk e una parte di Moon in June erano state pubblicate nella raccolta Flotsam Jetsam del 1994, le altre due erano inedite. Slow Walkin' Talk era stata inoltre pubblicata nella compilation del 1992 di Hendrix Calling Long Distance.

## Accoglienza
La critica ha accolto con entusiasmo l'uscita di '68. Su AllMusic l'album è stato definito un sacro Graal (la coppa con cui Gesù celebrò l'ultima cena), anche perché i preziosi brani sembravano essere stati irrimediabilmente perduti. Sul webzine PopMatters, l'album è stato definito un grande tesoro musicale che sembrava perduto. Rolling Stone l'ha definito un gran disco che stupirà gli ammiratori di Wyatt, un album avventuroso, allegro, molto rivoluzionario per la musica del tempo in cui fu registrato e una delle migliori pubblicazioni del 2013.

## Tracce
1. Chelsa – 5:00 (testo: Daevid Allen – musica: Wyatt)
2. Rivmic Melodies – 18:17 (Wyatt)
3. Slow Walkin' Talk (feat. Jimi Hendrix al basso) – 3:00 (Brian Hopper)
4. Moon In June – 20:33 (Wyatt)

## Musicisti
- Robert Wyatt – voce, piano, piano elettrico, organo Hammond, basso, batteria, percussioni
- Jimi Hendrix – basso (brano 3)
- Hugh Hopper – basso (brano 4)
- Mike Ratledge – organo Lowrey (brano 4)